# Liste der Brücken über die Engstlige
Die Liste der Brücken über die Engstlige enthält die Brücken der Engstlige im Engstligental im Schweizer Kanton Bern, vom Quellgebiet oberhalb der Engstligenalp bis zur Mündung bei Frutigen in die Kander.

## Brückenliste
39 Brücken und Stege überqueren den Fluss: 18 Strassenbrücken, 17 Fussgängerbrücken, zwei Feldwegbrücken, eine Eisenbahnbrücke und eine Rohrträgerbrücke.
| Bild | Name                                                  | Ort             | Lage | Funktion                                                                     | Konstruktion                 | Material    | Länge in m | Höhe m ü. M. | Bemerkungen |
| ---- | ----------------------------------------------------- | --------------- | ---- | ---------------------------------------------------------------------------- | ---------------------------- | ----------- | ---------- | ------------ | --- |
|      | Steg bei Gruebi                                       | Engstligenalp   |      | Fussgängerbrücke                                                             | Balkenbrücke                 | Holz        | 6          | 1960         | - Balkenbrücke ohne Geländer - Im Winter überquert die Langlauf-Route 155 Läger-Loipe (Engstligenalp – Engstligläger – Engstligenalp) den Fluss auf einer Schneedecke mehrmals auf der Engstligenalp. - Die alpine Schwemmebene auf der Engstligenalp ist ein 213 Hektaren grosses national geschütztes Auengebiet. |
|      | Steg bei Härdöpfelbrunnen                             | Engstligenalp   |      | Fussgängerbrücke                                                             | Balkenbrücke                 | Stahl       | 14         | 1940         | - Balkenbrücke mit Metallgeländer und Blechboden - Bergwanderweg |
|      | Steg bei Rüebihütte                                   | Engstligenalp   |      | Feldwegbrücke                                                                | Balkenbrücke                 | Holz        | 6          | 1937         | - Balkenbrücke ohne Geländer mit betoniertem Boden - Zugang zum Hotel Rüebihütte - Die Brücke befindet sich im national bedeutenden Flachmoorgebiet Engstligenalp. |
|      | Steg unterhalb des Berghotels Engstligenalp           | Engstligenalp   |      | Feldwegbrücke mit Rohrleitung an der Brückenseite                            | Balkenbrücke                 | Stahl       | 11         | 1922         | - Balkenbrücke mit Metallgeländer und betoniertem Boden - Bergwanderweg |
|      | Steg beim Unterem Staub                               | Engstligenfälle |      | Fussgängerbrücke                                                             | Balkenbrücke                 | Stahl       | 14         | 1738         | - Balkenbrücke mit Metallgeländer - Bergwanderweg - Übergang befindet sich unterhalb des oberen Engstligenfalls. |
|      | Steg bei Chäligang                                    | Engstligenfälle |      | Fussgängerbrücke                                                             | Balkenbrücke                 | Stahl       | 23         | 1425         | - Balkenbrücke mit Metallgeländer - Wanderweg - Übergang befindet sich unterhalb des unteren Engstligenfalls. |
|      | Engstligenstrasse-Brücke                              | Adelboden       |      | Strassenbrücke (zweispurig)                                                  | Balkenbrücke                 | Stahl       | 23         | 1370         | - Die Brücke wurde 1998 erbaut. - Balkenbrücke mit Holzgeländer und Asphaltfahrbahn - Höchstgeschwindigkeit 80 km/h - Wanderweg - AFA-Busline 232 (Adelboden Ausserschwand–Adelboden Unter dem Birg (Engstligenalp)) - Die Bushaltestelle Chäli befindet sich bei der Brücke. |
|      | Brücke bei Willeschwand                               | Adelboden       |      | Strassenbrücke (einspurig)                                                   | Balkenbrücke                 | Holz        | 19         | 1341         | - Die Brücke wurde 1985 erbaut. - Balkenbrücke mit Holzgeländer und Asphaltfahrbahn - Maximale Tragfähigkeit: 18 t |
|      | Engstligenstrasse-Brücke                              | Adelboden       |      | Strassenbrücke (zweispurig)                                                  | Balkenbrücke                 | Beton       | 21         | 1318         | - Balkenbrücke mit Metallgeländer und Asphaltfahrbahn - Einbahn-Verkehr (Fahrtrichtung Engstligenalp) - Fahrverbot für Motorwagen und Motorräder: Ausgenommen landwirtschaftliche Fahrzeuge (Fahrtrichtung Adelboden) - Bergwanderweg - AFA-Busline 232 (Adelboden Ausserschwand–Adelboden Unter dem Birg (Engstligenalp)) |
|      | Goldiwilbrücke                                        | Adelboden       |      | Fussgängerbrücke                                                             | Gedeckte Brücke Balkenbrücke | Holz        | 10         | 1319         | - Die Brücke wurde 1989 erbaut. - Anlässlich des Geschäftsjubiläums einer Firma schenkte diese 1989 der Gemeinde Adelboden eine gedeckte Holzbrücke. - Wanderweg - Im Winter überquert die Langlauf-Route 156 Boden-Loipe den Fluss etwa 100 m flussabwärts auf einer temporären Brücke. |
|      | Steg bei Zun                                          | Adelboden       |      | Fussgängerbrücke                                                             | Balkenbrücke                 | Stahl       | 10         | 1303         | - Balkenbrücke mit Holzgeländer und Holzbelag |
|      | Engstligenstrasse-Brücke                              | Adelboden       |      | Strassenbrücke (zweispurig)                                                  | Balkenbrücke                 | Beton       | 13         | 1293         | - Gekrümmte Balkenbrücke mit Metallgeländer und Asphaltfahrbahn - Einbahn-Verkehr (Fahrtrichtung Engstligenalp) - AFA-Busline 232 (Adelboden Ausserschwand–Adelboden Unter dem Birg (Engstligenalp)) - Die Bushaltestelle Brügge befindet sich bei der Brücke. |
|      | Steg bei Brügge                                       | Adelboden       |      | Fussgängerbrücke mit Rohrleitung an der Brückenseite                         | Balkenbrücke                 | Stahl       | 11         | 1284         | - Balkenbrücke mit Holzgeländer und Holzbelag |
|      | Flecklistrasse-Brücke                                 | Adelboden       |      | Strassenbrücke (zweispurig) mit Trottoir und Rohrleitung an der Brückenseite | Balkenbrücke                 | Beton       | 14         | 1273         | - Balkenbrücke mit Metallgeländer und Asphaltfahrbahn - Mountainbike-Route 1 Alpine Bike (Etappe 13 Interlaken – Adelboden) - Wanderweg - AFA-Busline 235 (Adelboden Ausserschwand–Adelboden Hotel Alpina) |
|      | Bonderlenstrasse-Brücke                               | Adelboden       |      | Strassenbrücke (zweispurig)                                                  | Balkenbrücke                 | Stahl       | 9          | 1229         | - Balkenbrücke mit Metallgeländer und Asphaltfahrbahn - Wanderland-Route 1 Via Alpina (Etappe 14 Kandersteg – Adelboden) und Route 333 Höhenweg Elsigenalp – Adelboden |
|      | Margelibrücke (Alte Strasse)                          | Adelboden       |      | Strassenbrücke (zweispurig) mit Trottoir und Rohrleitung an der Brückenseite | Balkenbrücke                 | Beton       | 50         | 1193         | - Die Sanierung der 1979 projektierten Brücke ist für 2025 geplant. - Das Bauwerk ersetzte eine gedeckte Holzbrücke, die bis 1931 im Spittel stand. - Balkenbrücke mit Metallgeländer und Asphaltfahrbahn - Werkverkehr - Wanderweg |
|      | Lischen-Brücke                                        | Adelboden       |      | Strassenbrücke (einspurig) mit Rohrleitung an der Brückenseite               | Balkenbrücke                 | Holz        | 30         | 1164         | - Balkenbrücke mit Metallgeländer und Holzbalkenfahrbahn |
|      | Rohrträger-Übergang                                   | Adelboden       |      | Rohrbrücke                                                                   | Balkenbrücke                 | Stahl       | 44         | 1160         | |
|      | Spittelbrücke                                         | Adelboden       |      | Strassenbrücke (zweispurig) 223.1                                            | Bogenbrücke                  | Beton       | 42         | 1160         | - Die versteifte Stabbogenbrücke von Robert Maillart wurde 1931 eröffnet. - Sie ersetzte eine gedeckte Holzbrücke, die im Margeli neu aufgebaut wurde. - Einbogige Brücke mit Metallgeländer und Asphaltfahrbahn - Höchstgeschwindigkeit 60 km/h - Die Brücke steht als Kulturgut unter Denkmalschutz. |
|      | Brücke bei Hirzboden                                  | Adelboden       |      | Fussgängerbrücke                                                             | Bogenbrücke                  | Stahl       | 26         | 1117         | - Bogenbrücke mit Metallgeländer und Metallboden - Wanderweg |
|      | Brücke bei Bächen                                     | Achseten        |      | Fussgängerbrücke                                                             | Balkenbrücke                 | Stahl       | 13         | 1085         | - Brücke mit Metallgeländer und Gitterrostboden |
|      | Bächenstrasse-Brücke                                  | Achseten        |      | Strassenbrücke (zweispurig)                                                  | Balkenbrücke                 | Beton       | 30         | 1074         | - Gekrümmte Brücke auf Flusspfeiler mit Metallgeländer und Asphaltfahrbahn |
|      | Pochtechessel-Steg                                    | Achseten        |      | Fussgängerbrücke                                                             | Balkenbrücke                 | Stahl       | 11         | 1050         | - Brücke mit Metallgeländer und Blechboden - Wanderweg |
|      | Stegbrücke (Adelbodenstrasse)                         | Achseten        |      | Strassenbrücke (zweispurig) mit schmalen Trottoirs 223.1                     | Balkenbrücke                 | Beton       | 144        | 1019         | - Die Brücke wurde 1951/52 erbaut. Sie ersetzte eine eiserne Brücke von 1884, die sich etwa 150 m flussabwärts befand. - Die Brücke wurde 1987 saniert. - Brücke mit Metallgeländer und Asphaltfahrbahn - Höchstgeschwindigkeit 60 km/h - Mindestabstand für Lastwagen und Busse: 50 m - AFA-Busline 230 (Adelboden–Frutigen–Kandersteg) - Die Bushaltestelle Neuweg befindet sich bei der Brücke. - Wanderweg - Flussabwärts erstreckt sich das 90 Hektaren grosse national geschützte Auengebiet Engstlige: Bim Stei-Oybedly. |
|      | Ladholzbrücke                                         | Achseten        |      | Fussgängerbrücke                                                             | Bogenbrücke                  | Beton       | 28         | 978          | - Die versteifte Stabbogenbrücke, entworfen von Robert Maillart, wurde 1930/31 erbaut. - Die Brücke steht als Kulturgut unter Denkmalschutz. - Einbogige Brücke mit Betonbrüstung und Betonbelag |
|      | Brücke beim Schützenhaus                              | Ried            |      | Fussgängerbrücke                                                             | Hängebrücke                  | Stahl       | 60         | 926          | - Die Brücke wurde 1970 erbaut. - Die Hängebrücke mit Metallgeländer und Holzbalkenboden ist defekt und sollte nicht mehr überquert werden. |
|      | Grundsteg                                             | Ried            |      | Fussgängerbrücke                                                             | Hängebrücke                  | Stahl       | 48         | 898          | - Die 1923 erbaute Seilbrücke wurde im Jahr 2000 erneuert. - Hängebrücke mit Holzgeländer und Holzbalkenboden - Wanderweg - Südöstlich befindet sich die Trockenwiese von nationaler Bedeutung Halte. |
|      | Hängebrücke Hohstalden                                | Frutigen        |      | Fussgängerbrücke                                                             | Hängebrücke                  | Stahl       | 155        | 877          | - Die Seilbrücke wurde 2006 erbaut. - Sie ist in Privatbesitz, aber tagsüber der Öffentlichkeit zugänglich. - Die Brücke erhielt 2014 den Innovationspreis Berglandwirtschaft. - Hängebrücke mit Metallgeländer und Gitterrostboden |
|      | Grantibrücke                                          | Ried            |      | Strassenbrücke                                                               | Gedeckte Brücke Balkenbrücke | Holz        | 23         | 849          | - Die 1905 erbaute Brücke wurde 1974 bei Hochwasser umgelegt und nach gründlicher Sanierung wieder aufgebaut. - Allgemeines Fahrverbot - Wanderweg - Die Brücke steht als Kulturgut unter Denkmalschutz. |
|      | Brücke (Ost) oberhalb Grassi                          | Frutigen        |      | Strassenbrücke (zweispurig)                                                  | Balkenbrücke                 | Stahl       | 13         | 808          | - Brücke mit Metallgeländer und Holzbalkenfahrbahn - Allgemeines Fahrverbot: Werkverkehr gestattet - Wanderweg |
|      | Brücke (West) oberhalb Grassi                         | Frutigen        |      | Strassenbrücke (zweispurig)                                                  | Balkenbrücke                 | Beton       | 13         | 807          | - Brücke mit Metallgeländer und Holzbalkenfahrbahn - Allgemeines Fahrverbot: Werkverkehr gestattet - Wanderweg |
|      | Künzisteg                                             | Frutigen        |      | Fussgänger- und Velobrücke                                                   | Balkenbrücke                 | Stahl       | 23         | 789          | - Brücke mit Metallgeländer und Gitterrostboden - Fahrverbot für Motorwagen, Motorräder und Motorfahrräder - Verbot für Tiere (Pferd) |
|      | Engstligebrücke Dorf (Kanderstegstrasse)              | Frutigen        |      | Strassenbrücke (zweispurig) mit Trottoirs und Fussgängerstreifen 223.1       | Balkenbrücke                 | Beton       | 20         | 785          | - Die schief gelagerte Plattenbalkenbrücke wurde 1979 erbaut. - Brücke mit Metallgeländer und Asphaltfahrbahn - Höchstgeschwindigkeit 50 km/h - AFA-Busline 230 (Adelboden–Frutigen–Kandersteg) - Wanderweg - Die Brückengeländer sind mit Fahnen (Wappen der Schweiz, des Kantons Bern und der Gemeinde Frutigen) geschmückt. - Während des Zweiten Weltkriegs wurde an der ehemaligen Brücke von der Schweizer Armee ein Sprengobjekt angebracht.                                                                             |
|      | Schulhaussteg                                         | Frutigen        |      | Fussgänger- und Velobrücke mit Stahlrohrübergang an der Brückenseite         | Bogenbrücke                  | Beton       | 20         | 777          | - Brücke mit Metallgeländer und Asphaltbelag - Wanderweg |
|      | Bahnhofstrasse-Brücke                                 | Frutigen        |      | Strassenbrücke (zweispurig) mit abgetrennten Trottoirs                       | Balkenbrücke                 | Stahl       | 25         | 775          | - Die Brücke wurde 2009 erbaut. - Brücke mit Metallgeländer und Asphaltfahrbahn - Höchstgeschwindigkeit 50 km/h - AFA-Busline 230 (Adelboden–Frutigen–Kandersteg) - Wanderweg - Während des Zweiten Weltkriegs wurde an der ehemaligen Brücke von der Schweizer Armee ein Sprengobjekt angebracht. |
|      | SBB-Übergang                                          | Frutigen        |      | Eisenbahnbrücke (vielgleisig)                                                | Bogenbrücke                  | Stein Beton | 30         | 775          | - Bahnstrecke Spiez–Frutigen–Brig (Lötschberg-Bergstrecke) - Der Abschnitt Spiez–Frutigen wurde 1901 eröffnet. - Die Linie wird von der BLS betrieben. - Während des Zweiten Weltkriegs wurde an der Brücke von der Schweizer Armee ein Sprengobjekt angebracht. - Etwa 100 m flussabwärts unterquert der Engstligetunnel den Fluss. |
|      | Schwandistrasse-Brücke                                | Frutigen        |      | Strassenbrücke (zweispurig) mit Trottoir                                     | Balkenbrücke                 | Beton       | 26         | 769          | - Brücke mit Metallgeländer und Asphaltfahrbahn - Höchstgeschwindigkeit 50 km/h - AFA-Busline 230 (Adelboden–Frutigen–Kandersteg) |
|      | Brücke beim Tropenhaus                                | Frutigen        |      | Fussgänger- und Velobrücke mit Rohrleitungen an der Brückenseite             | Balkenbrücke                 | Beton       | 20         | 766          | - Brücke mit Holzgeländer und Holzbalkenboden |
|      | Lötschbergstrasse-Brücke (Umfahrungsstrasse Frutigen) | Frutigen        |      | Strassenbrücke (zweispurig) N6 223                                           | Bogenbrücke                  | Beton       | 82         | 758          | - Die Brücke wurde 1985 eröffnet. - Schiefe, gekrümmte und flache Bogenbrücke mit Metallgeländer und Asphaltfahrbahn - Höchstgeschwindigkeit 80 km/h |